# Кольцо Единорога
Кольцо́ Единоро́га (англ. Monoceros Ring) — нитевидная кольцеобразная цепочка звёзд, обёрнутая вокруг Млечного Пути 3 раза. Предположительно является движущейся группой звёзд, исторгнутой приливными силами из Карликовой галактики в Большом Псе в процессе длящегося в настоящий момент её поглощения нашей галактикой (следует, однако, отметить, что существование Карлика в Большом Псе в настоящее время оспаривается). Масса кольца около 100 миллионов масс Солнца, протяжённость — 200 000 световых лет.
Кольцо Единорога было обнаружено в 2002 году в процессе Слоановского цифрового обзора неба. В 2006 году, основываясь на данных 2MASS, исследователи предположили, что кольцо является частью искривлённого галактического диска Млечного Пути. Однако наблюдения 2007 года на Англо-австралийском телескопе показали, что, вероятнее всего, данная звёздная структура имеет внегалактическое происхождение.